# Johannes Stalpaert van der Wiele

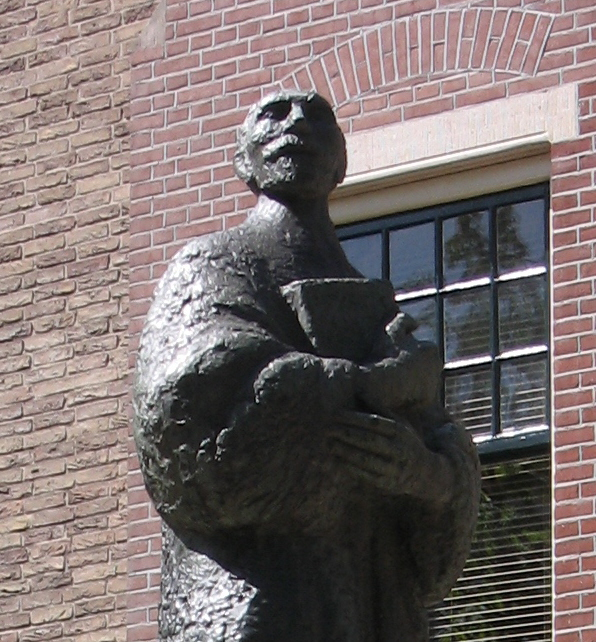
Standbeeld van Johannes Stalpaert van der Wiele op het Bagijnhof in Delft

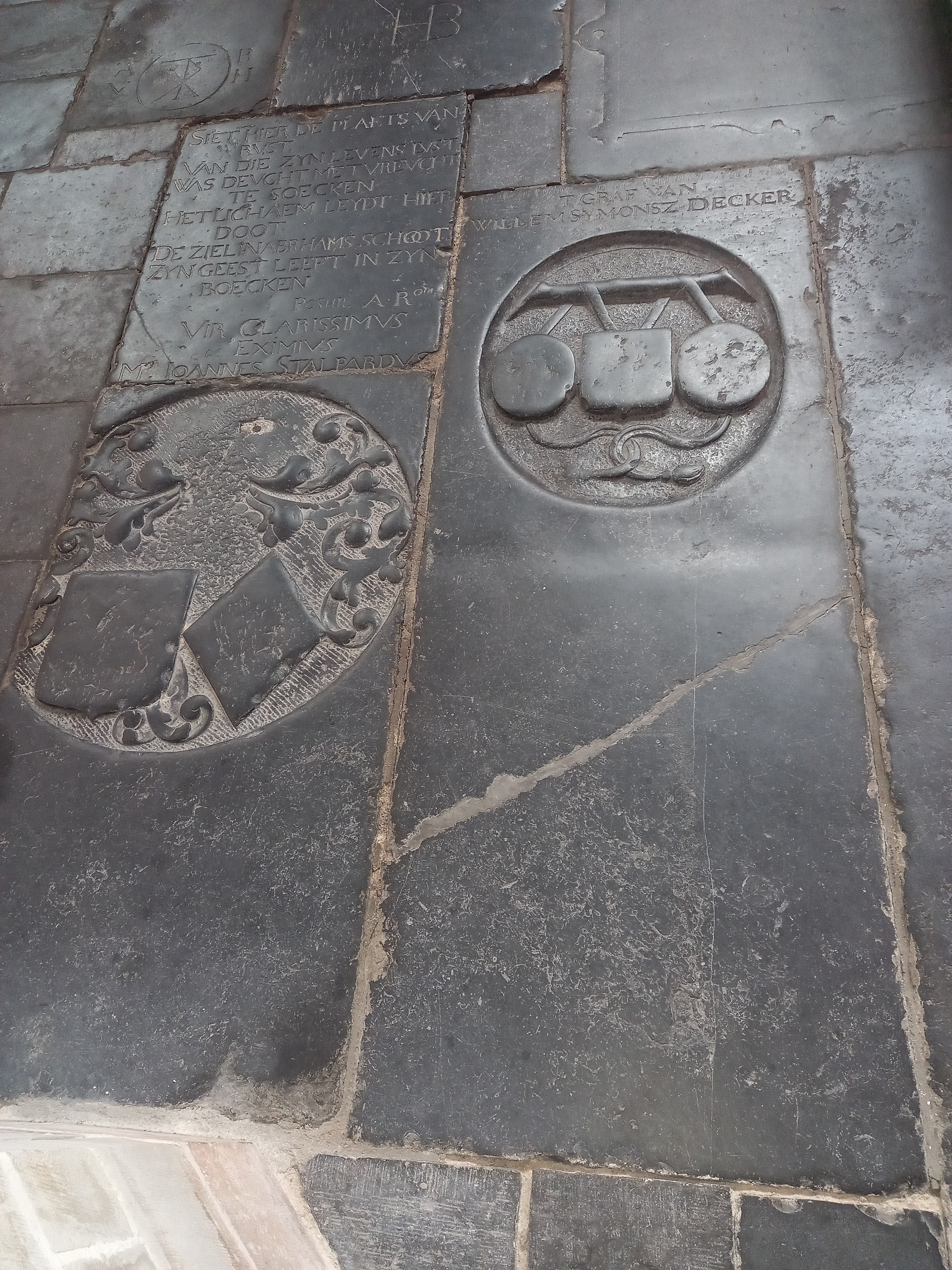
Het graf van Johannes Stalpaert van der Wiele (links) in de Oude Kerk (Delft)

Johannes Stalpaert van der Wiele (Den Haag, 22 november 1579 - Delft, 29 december 1630) studeerde in Rome en Leuven en werd priester in Delft. Naast het priesterschap was hij schrijver. Hij schreef lofzangen op heiligen. Daarnaast was hij een belangrijke schrijver van de contrareformatie, hij schreef strijddichten tegen de gereformeerde leer. Hij werd begraven in de Oude Kerk in Delft.
Op het Bagijnhof (Delft) staat een beeld van de dichter, in 1962 gemaakt door Arie Teeuwisse.

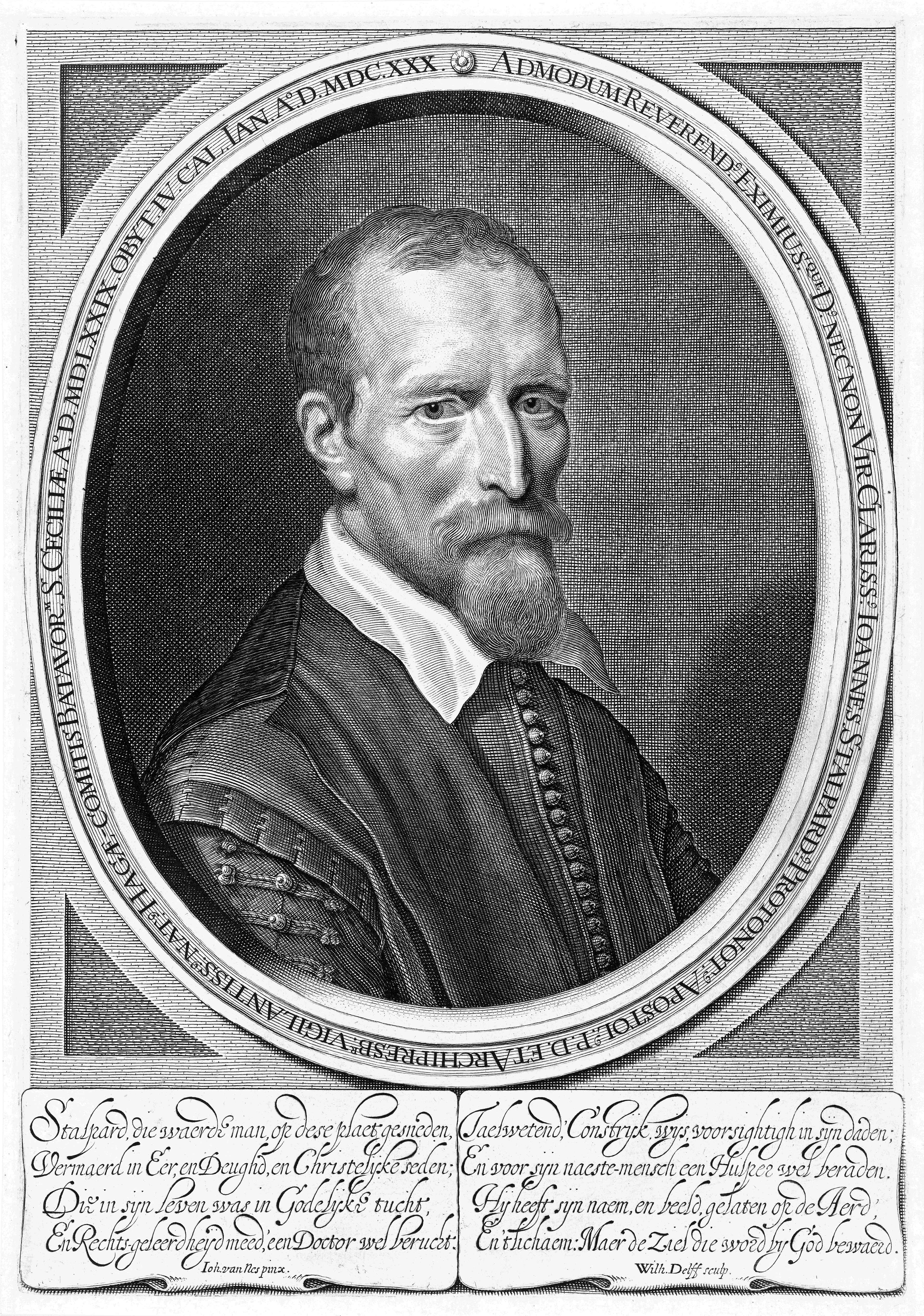
Johannes Stalpaert van der Wiele in 1630 door Willem Jacobsz. Delff